# Écoles des parents et des éducateurs
Pour les articles homonymes, voir EPE.
En France, les Écoles des Parents et des Éducateurs (EPE) sont des associations qui soutiennent les familles et les professionnels dans les domaines de la parentalité, de la vie familiale et de l’adolescence. Elles les accompagnent et les aident à résoudre les problèmes du quotidien comme les difficultés des relations intrafamiliales, les difficultés scolaires, ou encore le mal-être. En 2022, il existe une quarantaine d’EPE réparties sur l’ensemble du territoire français.  

## Historique
La première École des parents a été créée en 1929, à Paris, par Marguerite Vérine-Lebrun, militante catholique. Des parents, appuyés par des pédagogues créent alors la première École des parents et des éducateurs (EPE), dans l’Impasse du Bon Secours à Paris. 
Leur but principal est de diffuser auprès des familles les savoirs et surtout les méthodes et pratiques pouvant les aider à éduquer leurs enfants. Cette diffusion de méthodes et de pratiques est alors réalisée par des « éducateurs » qui, à l'époque, sont des parents ayant suivi une formation non reconnue. Historiquement, tels qu’ils ont été définis en 1929, les objectifs de l’École des parents étaient : « a. apprendre aux parents à s’éduquer et à s’instruire mutuellement pour faire de leurs enfants de futures valeurs sociales et morales ; b. travailler à une renaissance de l’esprit familial en France ; c. sauvegarder les droits de la famille sur l’enfant ; d. réaliser l’union sacrée par la famille » .
L'association reçoit en 1949 l'agrément Jeunesse et Sports en tant qu’association de jeunesse et d’éducation populaire.  La revue L'École des parents est créée la même année.
En 1956, l’École des parents est reconnue d’utilité Publique .
En 1970, la Fédération nationale des Écoles des parents et des éducateurs, association loi de 1901, est créée et est chargée de représenter les Écoles des parents et des éducateurs dont le réseau est alors en forte croissance .
En 1971, un service de téléphonie sociale « Inter Service Parents » est déployé et est géré par EDE-IDF. Inter Service Parents est un service de soutien à la parentalité qui informe et oriente vers des dispositifs adaptés aux besoins ..
En 1995, le service de téléphonie en santé « Fil Santé Jeunes » est placé sous l’égide de l’École des parents et des éducateurs d'Ile-de-France et de l’INPES .
En 1996, une ligne téléphonique « Allô grands-parents » est ouverte avec le soutien de l'Ecole des Parents et des Éducateurs Ile de France et de la Fondation UAP .
À partir de 1997, l'Union des mutuelles cogérées (UMC) a mis en place un service de téléphonie « Passerelle Famille » proposant à ses adhérents, écoute, conseil et orientation dans divers domaines comme l'éducation, la scolarité, le droit familial et social. La gestion de ce service de téléphonie est confiée à l’EPE IDF.
En 2000, un service téléphonique « Jeunes Violences Ecoute » est créé par la région Île-de-France (ligne fermée en 2016) et est géré par l’EPE IDF .
Depuis 2002, l'Association des parents d’élèves de l'enseignement libre a confié à l'EPE-IDF le service téléphonie « Appel Service ».
En 2005, "Allô parents Marseille", ligne de téléphonie sociale créée par la ville de Marseille, se propose de venir en aide aux familles et est confiée à l’EPE IDF.
Mis en place en janvier 2012, Stop Harcèlement à l'Ecole est également un dispositif national géré par l'EPE-IDF.
2009 et 2016 : Le ministère de l’Education nationale et de la Recherche renouvelle l’agrément des Epe et de la Fnepe, comme associations éducatives complémentaires de l’enseignement public.
En 2015, le réseau d’EPE et la Fédération nationale des Ecoles des parents et des éducateurs (FNEPE) se sont mobilisés pour prévenir la radicalisation dans le contexte des attentats. Les EPE deviennent un acteur de prévention de la radicalisation lors de la signature d’une convention-cadre avec le ministère des Familles, de l’Enfance et des Droits des femmes et le ministère de la Ville, de la Jeunesse et des Sports et le ministère de l’Intérieur.

## Missions
Les EPE ont pour mission d’apporter une aide aux parents et aux jeunes rencontrant des difficultés éducatives, relationnelles ou affectives , en développant leurs capacités personnelles et leurs connaissances pour qu’ils puisent devenir acteurs de leur vie. Les EPE remplissent également des missions de formation des personnels de l’éducation et des professionnels de la santé et du social ainsi que d’observatoire de l’évolution des besoins des familles et des professionnels . 

## Activités
Les EPE développent divers espaces d’accueil qui permettent aux familles (jeunes et/ou parents) d’être écouté et accompagné en toute confidentialité. Parmi les espaces proposés par les EPE, il existe : 
- les cafés des parents : ce sont des lieux de paroles et d'échanges où sont abordées les questions et les difficultés rencontrées : la communication dans la famille, la petite enfance, l'adolescence, les limites, la scolarité, l'intergénérationnel[16] ...

- les LAEP : les Lieux d’Accueil Parents Enfants. Ce sont des lieux de rencontres et d’échanges destinés aux enfants de 0-4 ans et aux parents, encadrés par des professionnels du champ du social et de l’animation. L’objectif des LAEP est d’échanger autour de la parentalité[17]
- les PAEJ : les Points d’Accueil Ecoute Jeunes. Il s’agit d’un service gratuit des EPE qui offre un soutien psychologique aux 12- 25 ans [18]. Les professionnels des PAEJ (psychologues) échangent librement avec les jeunes (entretien individuel ou animation collective) sur leurs relations affectives, leurs souffrances, leurs orientations, leurs conduites à risques… [19]

- des services téléphoniques (Fil Santé Jeunes, Inter Services Parents, Stop Harcèlement à l'Ecole, Appel Service, Passerelle Famille, Allô grands-parents.) : ce sont des lignes téléphoniques d’écoute destinées aux parents et aux jeunes [19]. Des professionnels « les écoutants » répondent aux questionnements et proposent éventuellement une orientation vers une structure de prise en charge de proximité.

Les EPE organisent également :
- Des animations collectives : divers ateliers, des rencontres, des soirée-débats, des groupes de paroles,
- Des entretiens individualisés (exemple : médiation familiale, conseil conjugal et familial, consultation d’orientation scolaire),
- Des interventions en établissements scolaires,
- Des formations et des consultations destinées aux professionnels (exemple : analyse des pratiques, groupes de paroles) [16],
- Des formations qualifiantes et diplômantes pour les professionnels de l’enfance et du champ du médico-social et de l'éducation[20]

## Statut juridique
Les EPE sont des associations loi 1901.

## Organisation

### Organisation institutionnelle
Les EPE sont administrées par un conseil d’administration et un bureau . Elle comporte également une équipe pluridisciplinaire et polyvalente composée de psychologues, de conseillers conjugaux et familiaux, de médiatrice familiale, de formatrices et d’animatrices. 
Les EPE sont affiliées à la FNEPE qui fédère le réseau des EPE. 
La FNEPE accompagne la création et le développement des EPE sur l’ensemble du territoire.
La FNEPE communique auprès du grand public et de ses partenaires sur les actions des EPE.

### Organisation territoriale
Les EPE (associations et actions) sont particulièrement présentes dans les zones urbaines, et ¾ des EPE sont installées dans les quartiers politique de la ville. Dans ces quartiers, les EPE mènent des actions diversifiées en termes de soutien à la parentalité, du vivre ensemble et de la citoyenneté, de la lutte contre les violences et les discriminations et le harcèlement, de promotion de l’égalité des femmes-hommes, de lutte contre l’illettrisme et de prévention des situations de précarité.
Les EPE mènent également des actions en direction des territoires ruraux. 

## Partenaires
Les partenaires institutionnels des EPE incluent des établissements scolaires, MDA, PMI et Pôle emploi. Les EPE travaillent en étroite collaboration avec les acteurs locaux sociaux, des acteurs éducatifs et médico-sociaux.